# Szepesi Ádám
Szepesi Ádám (Békéscsaba, 1945. április 12. –) olimpikon atléta, magasugró.
Az 1970-es évek magasugró „nagy generációjának” (Kelemen Endre, Major István, Szepesi Ádám, Tihanyi József) tagja, a BEAC versenyzőjeként magyar bajnok (1972.), az 1972-es müncheni olimpián 2,18 m-es ugrással ötödik helyezett lett. Legjobb eredményét (2,21 m) ugyanebben az évben érte el. Tízpróbában csapatban országos bajnok 1968-ban, 1972-ben és 1974-ben. 1972-ben az év magyar atlétájának választották. 1971. és 1973. között a válogatott keret tagja volt. 1975-től a BEAC-ban edzőként tevékenykedett.
Visszavonulása után az ELTE oktatója. Felesége, Kreisz Andrea szintén magasugró, 1974-ben magyar bajnok.

## Klubjai
- Békéscsabai Dózsa –1965
- TFSE 1965–1969
- BEAC 1969–1975